# Zelený strom
Zelený strom je věžový činžovní dům v Kadani. Na jeho místě stával dříve hostinec, který je doložen již k roku 1787.

## Historie
Na Novém Městě v Kadani, v blízkosti Svaté brány a Studentského náměstí se nachází výrazný věžový dům Zelený strom (čp. 1367) postavený v 60. letech 20. století, též nedávno rekonstruovaný, přesto však odkazující svým pojmenováním k výrazně starší historii. 
Již k roku 1787 je na tomto místě doložen hostinec Zelený strom. Původní historická budova zájezdního hostince nesla čp. 343. Ten se někdy ve druhé polovině 19. století proměňuje v jeden z nejvyhlášenějších kadaňských hotelů. Okolo roku 1900 zde hoteliér Josef Pils, provozoval celkem dvanáct pokojů, ve kterých bylo možno ubytovat až třicet hostů. 
Progresivním používáním rozličných druhů reklamy lákal Pils do Zeleného stromu turisty i obchodní cestující, přičemž hotel prohlašoval za nejstarší v celé Kadani. Navíc garantoval spojení omnibusem ke všem vlakovým spojům z nádraží Kadaň-Prunéřov. Tehdy byl již hotel Zelený strom zařízením velmi luxusním, elektrické osvětlení a vodovod zde byly samozřejmostí. Zdejší restaurant byl již za první republiky vyhlášen nejen svou kuchyní, ale i nabídkou kvalitních vín. Jak za Rakouska-Uherska, tak za Československa tvořili významnou klientelu Zeleného stromu důstojníci zdejší vojenské posádky. Luxusní prostředí s bohatou klientelou a velká popularita však hotelu přinesla též stinné stránky, stal se totiž mimo jiné také výrazným centrem kadaňské prostituce a distribuce drog. 

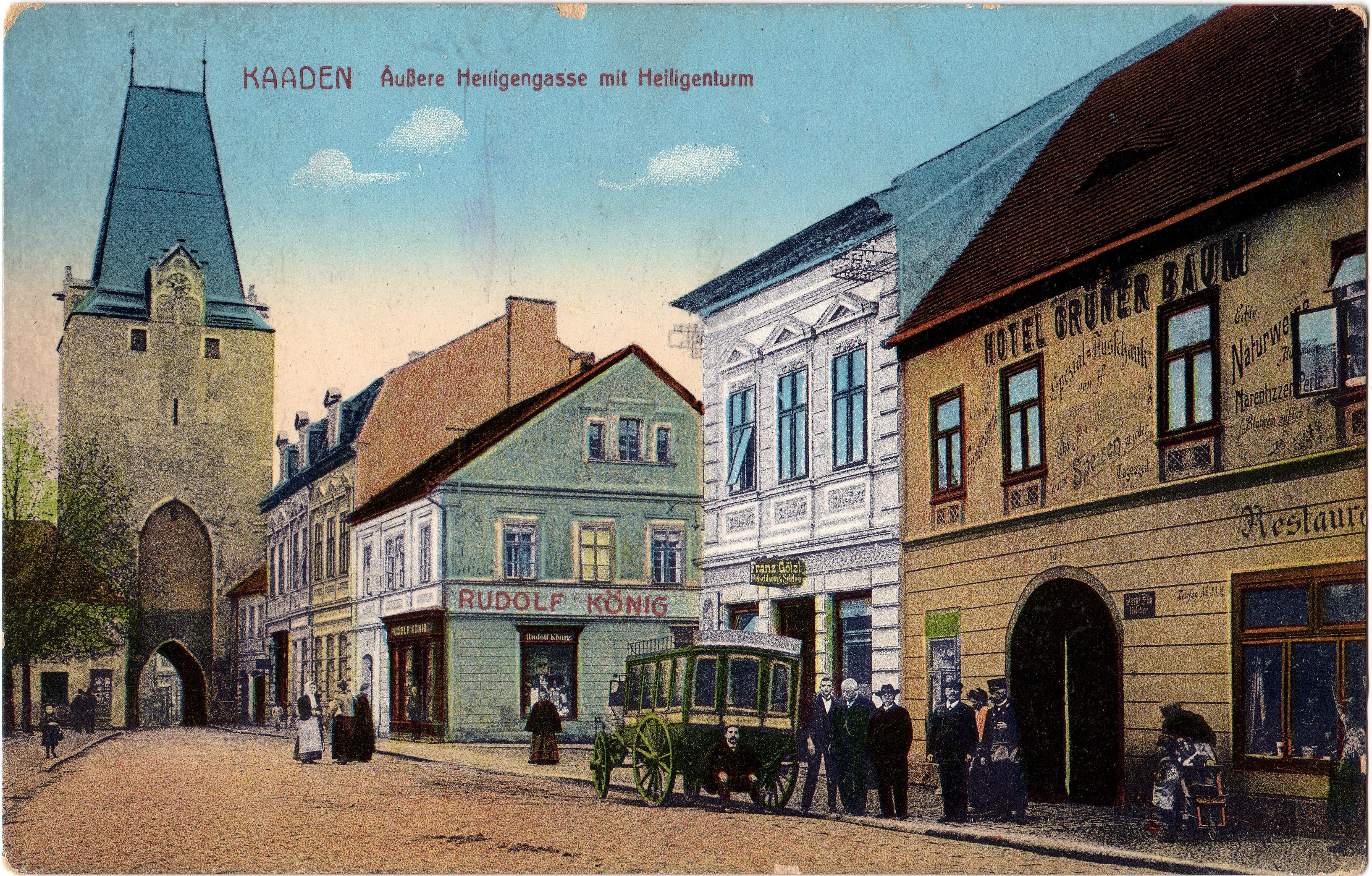
Pohlednice okolo roku 1900; vlevo Svatá brána, vpravo hotel Zelený strom

V průběhu dvacátých a třicátých letech 20. století byla příhraniční část Kadaňska, zejména pak Vejprty, důležitým dopravním uzlem, přes nějž byly pašovány zásilky opiátů z Německa především do Karlových Varů, Teplic a Prahy. Nejoblíbenější drogou tehdejší doby byl ale kokain. Nejvíce dokladů o pašování kokainu přes Kadaňsko pochází z let 1934 až 1936. Tehdy byl zatčen i jeden obchodník z Kovářské, které řídil vlastní kokainovou cestu z Hamburku přes Československo až do Maďarska. V roce 1935 zadržela hlídka finanční stráže 200 gramů kokainu, čili koksu, nebo jak se tehdy též slangově říkalo pudru, v Kadani, přímo v hotelu Zelený strom, jenž tehdy hostil tuzemskou i zahraniční klientelu. Právě Zelený strom byl klíčovým místem rané drogové scény v Kadani. Hlavou pašerácké a distribuční sítě kokainu na Kadaňsku a tudíž zdejším prvorepublikovým „kokainovým králem“ byl syn vejprtského továrníka Eduarda Bittnera. Zatímco otec provozoval továrnu na výrobu dámských punčoch, syn Rudolf Bittner řídil rozsáhlou drogovou síť. Už v prosinci roku 1934 byla jeho nekalá činnost odhalena týmem inspektora finanční stráže Rudolfa Davida, avšak až po dlouhém úsilí se podařilo celou síť rozkrýt a konečně roku 1936 úplně zničit.
Hotel Zelený strom fungoval i v době po druhé světové válce, a to i v 50. letech 20. století, kdy byl na počátku komunistického režimu zestátněn. Historická budova Zeleného stromu vyhořela 11. ledna 1959. Dlouhou dobu chátrala a nakonec byla roku 1964 zbořena. Na jejím místě byl v letech 1965 až 1967 vybudován hotel nový, s restaurací a kavárnou. Prvním vedoucím tohoto hotelu se stal Evžen Čimera, tehdejší nepřehlédnutelná osobnost kadaňské kultury. Roku 1961 vzniklo v Kadani progresivní divadlo malých forem nazvané Šídlo, jehož byl Čimera režisérem. Po sovětské okupaci Československa roku 1968 v období takzvané normalizace docházelo i v Kadani k personálním čistkám a politickým procesům. Evžen Čimera byl tehdy obžalován z protisocialistické činnosti proto, že měl údajně šířit protirežimní tiskoviny. Žaloby byl sice zproštěn, avšak proces znamenal definitivní konec jeho kadaňské kariéry.
Po roce 1990 byl hotel Zelený strom privatizován, zrušen a následně rekonstruován na bytový dům, v jehož zázemí je dnes také posilovna a fitness. Na fasádě věžové budovy je však vypodobněn motiv zeleného stromu, který odkazuje na bohatou historii místa, kde stojí.